# طب نفسي مقوم للجزيئات
الطب النفسي المقوِّم للجزيئات هو استخدام الطب المقوِّم للجزيئات في علاج الأمراض النفسية. ويستخدم هذا النهج أشكالاً غير تقليدية من الاختبارات التي تُصمم لكل فرد على حدة والتشخيص في محاولة لتحديد أسباب كل عرض (طب) من الأعراض التي يعاني منها المريض، كما يقول متخصصو هذا المنهج أنهم يحددون العلاج لكل مريض وفقًا لذلك باستخدام مزيج من المواد الغذائية والتغييرات في النظام الغذائي والأدوية وهو المزيج الذي يقولون أنه يرفع مستوى جودة حياة المريض وأدائه لوظائفه، بالإضافة إلى تقليل الأعراض أو القضاء عليها وتقليل استخدام الأدوية الكيميائية أو الاستغناء عنها تمامًا.
وقد كان أبرام هوفر (Abram Hoffer) أول طبيب مشهور يمارس هذا اللون من الطب في الخمسينيات. وقد انصب تركيز المعالجة الطبيعية لهوفر على استخدام النياسين، مع بعض المواد الغذائية الأخرى، لمعالجة الحالات التي شخّصها، باستخدام اختبار غير معتمد، على أنها فصام حاد. وفي عام 1973، قام فريق عمل من الجمعية الأمريكية للأطباء النفسيين (American Psychiatric Association) بدراسة علاج المرضى الذين يعانون من فصام مزمن والاضطراب ثنائي القطب باستخدام النياسين وحده، وانتهت الدراسة إلى رفض هذا الأسلوب في العلاج وكذلك اعتبار منهج هوفر في التشخيص منهجًا لا يتسم بالثبات.

## معلومات تاريخية
بدأ الطب النفسي المقوِّم للجزيئات مع أبرام هوفر وهمفري أوزموند (Humphry Osmond) في الخمسينيات واستمر على يد كارل فايفر (Carl Pfeiffer) في مركز فايفر للعلاج النفسي (Pfeiffer Treatment Center), وإن كان أنصار الطب النفسي المقوِّم للجزيئات يقولون أن الأفكار التي يقوم عليها منهجهم تعود أصولها إلى العشرينيات والثلاثينيات من القرن العشرين. ويقوم هدف الطب النفسي المقوِّم للجزيئات من تعويد المرضى الاستغناء عن العقاقير التقليدية المضادة للذهان على قانون “فايفر الذي يقول أنه “, “في مقابل كل عقار يفيد المريض، توجد مادة طبيعية يمكنها تحقيق نفس التأثير”. وفي عام 1968، أشار لينوس باولنغ (Linus Pauling) إلى مثل هذه المواد الطبيعية بمصطلح “المواد المقوِّمة للجزيئات”.
وفي عام 1973، رفضت لجنة من الجمعية الأمريكية للأطباء النفسيين تأكيدات أنصار الطب النفسي المقوِّم للجزيئات. وابتداءً من عام 1975، اقتصر نشر أبحاث الطب النفسي المقوِّم للجزيئات أساسًا على مجلة الطب النفسي المقوِّم للجزيئات، المسماة الآن مجلة الطب المقوِّم للجزيئات (Journal of Orthomolecular Medicine)، وهي عبارة عن مجلة هامشية أسسها أبرام هوفر لمواجهة ما اعتبره مؤامرة طبية ضد أفكاره.

## التشخيص
يزعم أنصار الطب النفسي المقوِّم للجزيئات أنهم توصلوا إلى تحديد أسباب بعض الأعراض النفسية، خاصةً تلك الأعراض التي تسبب الذهان، ويقولون إن فحص المريض لبحث وجود تلك الأسباب يمكن الاسترشاد به في التشخيص والعلاج. وتشمل إجراءات التشخيص والعلاج التي تُستخدم عامةً “إجراءات التشخيص الكيميائية الحيوية المصممة لكل مريض على حدة “، والصوم، وتشخيص أي حالات أرجية، وتغيير النظام الغذائي، والمعالجة بجرعات ضخمة من الفيتامينات، والأحماض الأمينية، وبعض المواد الأخرى التي يُطلق عليها “المواد الغذائية ذات الخصائص الدوائية”.

## الحالات الخاصة
يزعم ممارسو الطب النفسي المقوم للجزيئات أن أسباب الاضطرابات الذهانية تشمل الأرجية الغذائية، وانخفاض غلوكوز الدم، وقصور الدرقية مع ظهور نتائج طبيعية في اختبارات الدرقية، والتسمم بالفلزات الثقيلة بما في ذلك تلك التي ترجع إلى حشو الأسنان، بالإضافة إلى عدة حالات معقدة يطلقون عليها البايرولوريا (pyroluria) والهيستيديليا (histadelia) والهيستابينيا (histapenia). وهي الحالات التي لا يعترف بها ممارسو الطب التقليدي.

### البايرولوريا
البايرولوريا (أو مالفاريا (malvaria) من المصطلح العامل اللَّيلَكي) حالة تتسم بارتفاع كبير جدًا في مستويات البيرول في الجسم نتيجة اضطراب في تخليق الهيموجلوبين. وقد اعتقد كارل فايفر أن البايرولوريا نوع من البورفيريا، الفصامية المشابهة لحالة البورفيريا الحادة المتقطعة اللتين تتسمان بإفراز مستويات عالية جدًا من البيرول والبُرفيرِين في البول. كما يزعم ممارسو الطب النفسي المقوّم للجزيئات أن البايرولوريا ترتبط بحالات قصور الانتباه وفرط الحركة، وإدمان الكحول، والتوحد، والاكتئاب، ومتلازمة داون، والاضطراب ثنائي القطب، والفصام، والمرض البطني، والصرع، والذهان. ولم يتم اختبار طريقة فايفر بدقة، ولا يُعد البيرول مرتبطًا بالفصام. ولقد فشلت الدراسات إما في الكشف عن البيرول الدموي والبيرول الخفي في بول الخاضعين للتجربة من أفراد المجموعة الضابطة والمصابين بالفصام، أو في إيجاد أي علاقة بين تلك المواد الكيميائية والأمراض النفسية. وليس هناك سوى عدد قليل من الخبراء الطبيين يعتقدون بوجود مثل هذه الحالة، إن كان هناك من يؤمن بوجودها أصلاً، ولا تضم الدراسات الطبية الحديثة أي مقالات حول البايرولوريا وإن وُجدت فهي قليلة; حيث يصف طبيب الأطفال والمؤلف جوليان هابر (Julian Haber) هذا النهج بأنه ““مثل زيت الثعبان. وهو تعبير يُستخدم للإشارة إلى السلع المزيفة.

### الهيستيديليا
الهيستيديليا حالة افترض كارل فايفر وجودها وتتسم بمستويات مرتفعة من الهستامين وخلايا الدم البيضاء التي تتلون بالملونات القاعدية، في مصل الدم وهي الحالة التي قال أنه يمكن معالجتها عن طريق الميثيونين وجرعات ضخمة من فيتامين (ب6) .

### الهيستابينيا
الهيستابينيا في الطب المقوِّم للجزيئات هي حالة تتسم بارتفاع النحاس في مصل الدم مع انخفاض الهستامين.

## العلاقة بالاتجاه السائد في الطب النفسي
رفض الاتجاه السائد في الطب منهج الطب النفسي المقوِّم للجزيئات. حيث أشار النقاد إلى أن مزاعم أنصار هذا النهج لا توجد أدلة تؤيدها بل إنها خاطئة. كما انتقدت الهيئات المعتمدة، مثل المعهد القومي للصحة العقلية (National Institute of Mental Health) والأكاديمية الأمريكية لطب الأطفال (American Academy of Pediatrics)، have العلاجات المقوِّمة للجزيئات بوصفها غير فعالة وسامة.
وانتهى فريق العمل الذي تم تشكيله عام 1973 من الجمعية الأمريكية للأطباء النفسيين وتكليفه بالبحث في ادعاءات الطب النفسي المقوِّم للجزيئات إلى:
لقد بحث الفريق المكلف بمراجعة الطب النفسي المقوم للجزيئات مؤلفات أنصار المعالجة بجرعات ضخمة من الفيتامينات ومن حاولوا تكرار عملهم البحثي والسريري بحثًا دقيقًا. ولقد انتهينا إلى أن مثل هذا العلاج لا يتمتع إلا بقدر ضئيل من المصداقية. ويتضاءل هذا القدر أكثر وأكثر برفضهم الدائم على مدار العقد الماضي لإجراء تجارب باستخدام مجموعات ضابطة وتقديم نتائجها وفقًا للأساليب العلمية المعتمدة. وفي ظل هذه الظروف، يرى فريق العمل أن الترويج الهائل الذي يمارسه هؤلاء عن طريق الإذاعة، والصحافة العامة، والكتب الرائجة مستخدمين عبارات براقة هي في حقيقة الأمر عبارات مغلوطة مثل “المعالجة بجرعات ضخمة من الفيتامينات” و”العلاج المقوِّم للجزيئات،” أمر يدعو للأسف.
وقد أشارت دراسة إلى أن تصريح الجمعية الأمريكية للأطباء النفسيين (APA) كان “حسن النية” ولكنه متحيزًا ودعت إلى المزيد من الأبحاث في هذا المجال.